# Эрреро, Густаво Гало
Густаво Гало Эрреро (исп. Gustavo Galo Herrero; 1918 — 13 июня 2004, Майами) — кубинский поэт и журналист.
Сын журналиста. Работал в различных кубинских периодических изданиях, был парламентским корреспондентом, в 1942—1950 гг. заведовал отделом поэзии в кубинском иллюстрированном еженедельнике «El País Gráfico», где публиковал многих заметных авторов, особенно молодых — в том числе Эберто Падилью, чей первый сборник «Отважные розы» (исп. Las rosas audaces; 1949) назван цитатой из стихотворения Эрреро.
Опубликовал книги стихов «О моей жизни в стихах» (исп. De mi vida en verso; 1941), «Божественное опьянение» (исп. La divina embriaguez; 1943), «Преодолённая Земля» (исп. Tierra superada; 1946) и «Альковные стихи» (исп. Poemas de alcoba; 1958). Был известен как мастер эротической лирики, выдержанной в классических формах (часто обращался к сонету, писал александрийским стихом и т. п.).
В 1970 г. покинул Кубу, в 1975 г. обосновался в США, после чего практически не печатался, оставив по меньшей мере четыре неопубликованных книги. В последние годы жизни жил в передвижном доме-вагончике. 13 июня 2004 г. вагончик загорелся, престарелый поэт не смог из него выбраться и погиб.